# Aneuryphymus erythropus
Aneuryphymus erythropus är en insektsart som först beskrevs av Carl Peter Thunberg 1815.  Aneuryphymus erythropus ingår i släktet Aneuryphymus och familjen gräshoppor. Inga underarter finns listade i Catalogue of Life.